# Dangerous Woman Tour
«Dangerous Woman Tour»(с англ. — «Тур Опасная женщина») — третий концертный тур американской певицы Арианы Гранде в поддержку ее третьего студийного альбома Dangerous Woman (2016). Он включал Северную Америку, Европу, Латинскую Америку, Азию и Океанию. Тур начался 3 февраля 2017 года в Финиксе, штат Аризона, и закончился 21 сентября 2017 года в Гонконге. Он был временно остановлен 22 мая 2017 года из-за террористического акта, который произошел через несколько минут после окончания концерта Гранде на Манчестер Арене, в результате чего погибли 22 человека, а 139 человек получили ранения. После организации и выступления на благотворительном концерте One Love Manchester Гранде возобновила тур 7 июня 2017 года в Париже, Франция.
29 ноября 2018 года Гранде выпустила на YouTube документальный фильм из четырех частей под названием Ariana Grande: Dangerous Woman Diaries, в который вошли закулисные кадры из тура, выступления, а также создание ее четвертого студийного альбома Sweetener (2018).

## История
23 мая 2016 года Ариана Гранде объявила в социальных сетях, что отправится в тур, который начнется в конце 2016 или начале 2017 года, и что фанаты, заказавшие ее альбом до 25 мая, получат код для покупки билетов. 9 сентября 2016 года она опубликовала даты первого этапа тура, начинающегося 3 февраля 2017 года. Предварительные продажи билетов на первый этап начались 20 сентября, а общие продажи билетов начались 24 сентября 2016 года. Даты европейского тура были объявлены 20 октября 2016 года на май и июнь 2017 года.
22 сентября 2016 года Гранде объявила в Твиттере, что Виктория Монетт и Little Mix выступят у нее на разогреве. 26 сентября 2016 года она объявила, что тур пройдет в Новой Зеландии и Австралии. Певица Биа также присоединилась к туру и выступила на разогреве. Гранде также запланировала даты в Латинской Америке на июнь и июль 2017 года, в Океании на сентябрь 2017 года и в Азии на август и сентябрь 2017 года, в том числе в Сингапуре в рамках Гран-при Формулы-1.

## Костюмы
Для визуального оформления шоу Гранде пригласила своего стилиста Лоу Роуча и дизайнера Брайана Хернсома. Описывая концепцию нарядов, Хернс заявил: Мы хотели сделать Ариану взрослой, сочетая ее силуэт с тем, что сейчас происходит в моде. Мы подобрали спортивную одежду — все оверсайз, повсюду ремни и крутая техника... Ее стиль определенно более острый, взрослый, но все еще игривый и юный. Говоря о первом образе, черном боди с высоким воротом и кокетливой юбкой сверху, он рассказал, что образ был разработан за день до первого концерта. Он рассказал: Я проспал всего четыре часа. Работа была напряженной, но волнующей. Это было потрясающе. Образ был вдохновлен Одри Хёпберн. Во время интервью Billboard Хернс сказал:
Большинство образов соответствовали ее силуэту, обычно это боди с высокой талией, шорты, юбки и укороченные топы. На ней такая одежда сидит идеально.
Он также рассказал, что все образы включали кожу, джинсовую ткань и ремни.
Мы использовали много ткани для толстовок, чтобы все выглядело непринужденно. В них не так много деталей.
Образ, созданный Гранде во время четвертого концерта, укороченный топ с синими джинсовыми шароварами, был вдохновлен 90-ми (в основном группой TLC).

## Краткое содержание

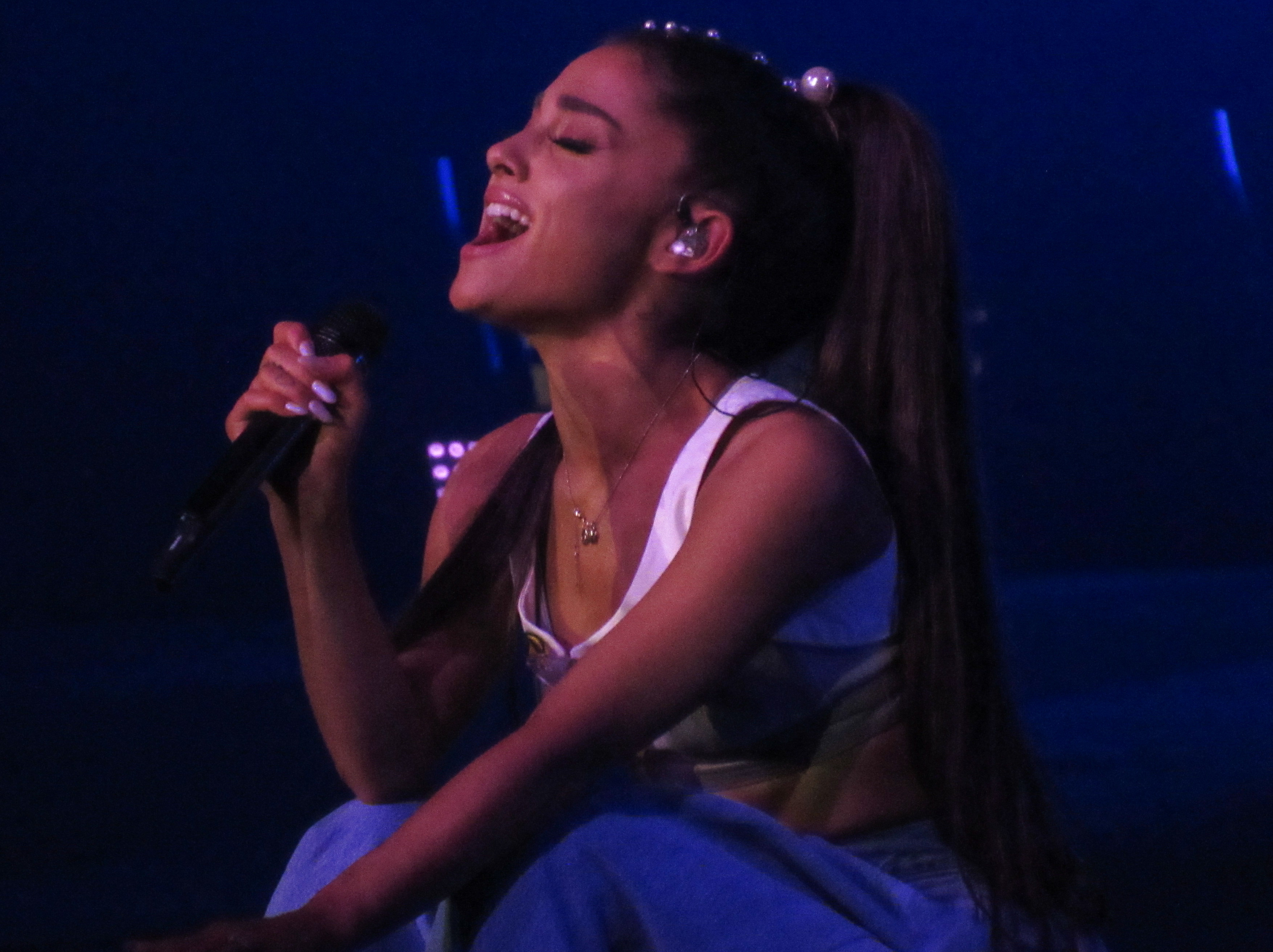
Гранде исполняет песню «Thinking Bout You».

За десять минут пятьдесят секунд до начала шоу таймер обратного отсчета и видео, проецируемое на гигантский занавес, расположенный в задней части сцены, показали Гранде и двух ее танцоров, Брайана и Скотта Николсонов. После окончания обратного отсчета на сцену вышли десять танцоров, за которыми последовала Гранде, одетая в черное платье и черные сапоги на высоком каблуке. Занавес опускается, чтобы показать более широкий экран, так как шоу началось с песни «Be Alright». Гранде пела, исполняя хореографию в стиле vogue, в то время как танцоры, одетые в черные костюмы, двигались вокруг нее. Затем последовала песня «Let Me Love You» на сцене, тускло освещенной бело-голубыми огнями. Гранде вышла со сцены, легла на приподнятую платформу, которая затем спустилась под сцену. Песня перешла в оркестровую струнную интерлюдию, за которой последовало видео Гранде с фиолетовой, голубой и розовой аурой вокруг нее, поющей неизданное вступление к оригинальной версии «Dangerous Woman».
Вторая часть шоу началась с песни «Knew Better» с Гранде и ее танцорами, одетыми в белую одежду в уличном стиле, за которой последовала сокращенная версия «Forever Boy» с красочными сценическими эффектами, в то время как Гранде шла по подиуму к передней части сцены. Оказавшись там, в передней части сцены, Гранде затем исполнила урезанную версию «One Last Time», которая перешла обратно в оригинальную версию песни. После этого была песня в стиле R&B «Touch It». Проекции сцены и визуальные эффекты были показаны, когда Гранде шла по подиуму, вернулась к основной части сцены и встала на приподнятую платформу. Гранде завершила вторую часть шоу пением «Leave Me Lonely» с легкими лазерными световыми эффектами. После окончания песни прозвучала расширенная версия песни, затем Гранде вышла и отправилась за кулисы для смены костюма, а на сцену вышла бэк-группа (гитары, барабаны, бас и клавишные).
Третья часть шоу началась со второй интерлюдии на видеоэкране, где Гранде со светлыми волосами и в купальнике провокационно позирует. Затем она поднялась на сцену в сером лифчике и юбке на бретельках, в то время как ее танцоры катались на велотренажерах на платформе, чтобы исполнить песню «Side to Side». Сцена превратилась в спортивный зал с шкафчиками, скамейками и перекладиной. Рэпер Ники Минаж был показан на видеоэкране в сценах из официального музыкального клипа во время своего куплета. Затем Гранде исполнила ремиксованную версию «Bang Bang» с красочным и экстремальным стробоскопическим освещением и лазерными эффектами. Затем, во время песни «Greedy», фальшивые деньги с лицом Гранде упали на зрителей. Начиная со второго этапа в Европе, песня затем быстро перешла в песню «Focus», во время которой на экране показывались сцены из музыкального клипа. Гранде закончила третью часть шоу песней «I Don't Care» и вышла, когда группа сыграла расширенное вступление к песне.
Четвертая часть шоу началась с того, что Гранде вернулась на подиум сцены в лифчике и джинсовых шароварах с черными туфлями на высоком каблуке и спела «Moonlight», она сидела и опускалась на колени на краю подиума перед небесным фоном с небесными проекциями. Затем последовала песня «Love Me Harder» и переработанная версия «Break Free» с лазерными эффектами по всей сцене. Затем Гранде немного поговорила с аудиторией, а затем исполнила «Sometimes». Во время выступления розовые воздушные шары упали с потолка. Затем следует песня «Thinking Bout You», когда на видеоэкране появились цветные силуэты целующихся пар. Последовала дополнительная взаимозаменяемая часть концерта, в которой было много других песен, от Арианы, исполняющей оригинальную версию «Honeymoon Avenue», до Арианы, исполняющей кавер-версию «Pink + White» Фрэнка Оушена. После сменной секции последовала песня «Problem» на сцене, затемненной до синего света, в то время как танцоры несли большие синие неоновые светящиеся палочки. Песня «Into You» завершила основной сет. На бис, после двухминутного молчания, Гранде исполнила «Dangerous Woman», одетая в черное латексное платье, с красной подсветкой и пиротехникой на сцене. После выступления Гранде благодарит публику и покидает сцену, а группа исполняет продолжительное окончание песни.

## Критика
Тур получил в основном положительные отзывы. Например, в обзоре для Las Vegas Weekly Ян Караманзана написал: Мощное, проникновенное вибрато и широкий диапазон Гранде остаются главными составляющими ее шоу. Она прекрасно исполняет баллады. Эд Масли прокомментировал для «The Arizona Republic», что Гранде превратилась в уверенную в себе R&B-диву с внушительным вокалом, подкрепляющим уверенную развязность, которую она привнесла на сцену. Гранде излучала больше силы и страсти, чем когда-либо, особенно в балладах.
Джон Парелес из The New York Times похвалил Гранде за то, что она не прибегнула к эпатажу. Он описал концерт как демонстрацию уверенности и мастерства. На сцене мисс Гранде выставляет напоказ профессионализм, а не голое тело или ненормативную лексику. Кристин Корпус из Billboard сказала о выступлении Гранде: Она демонстрирует более зрелый вокал. В нарядах, сшитых на заказ знаменитым модельером Брайаном Хернсом, Гранде наэлектризовала сцену Мэдисон-сквер-Гарден. Позже в отчете Billboard о последнем концерте тура говорилось, что Гранде более чем справилась с ее впечатляющим вокальным диапазоном, страстными танцевальными движениями, неудержимой энергией и быстрой сменой костюмов. ... [Благодаря своему туру] Гранде объединила людей с помощью музыки.
В более неоднозначном обзоре Крис Келли из The Washington Post подумала, что великолепное сопрано Гранде в четыре октавы часто заслонялось ее бас-группой, но она описала шоу как демонстрацию ее огромного вокального таланта. Дэн Хайман из Chicago Tribune высказал мнение:[A] сбоку от массивного проекционного экрана, который находился за сценой и простирался по ширине арены, постановка казалась немного дешевой для шоу такого масштаба. ... Но для этой одаренной певицы это не имеет значения: все, что нужно Гранде, это набрать бас и записать некоторые из ее великолепных вокальных партий.

## Взрыв на Манчестер Арене
22 мая 2017 года, после окончания шоу Гранде на Манчестер Арене в Великобритании, взрыв осколочной бомбы привел к гибели 22 зрителей концерта и более 800 ранениям. Гранде отменила последующие даты тура до 5 июня. Она организовала благотворительный концерт One Love Manchester, который состоялся 4 июня на крикетном поле Олд Траффорд в Манчестере, чтобы помочь жертвам бомбардировок и пострадавшим семьям. Концерт собрал 17 миллионов фунтов стерлингов. Гранде также переиздала свой предыдущий сингл «One Last Time» и живую кавер-версию ее песни «Somewhere over the Rainbow», все средства были направлены Британскому Красному Кресту. Различные артисты присоединились к Гранде на концерте. Альфредо Флорес, фотограф тура Гранде, рассказал изданию Refinery29:
Ариана, конечно, нервничала, но она также была взволнована возвращением на сцену, как и мы. Мы не хотели, чтобы террор победил, мы не хотели жить в страхе, потому что в этом заключается смысл терроризма. Ариана супер храбрая.

## Сет-лист
Этот сет-лист является репрезентативным для шоу 3 февраля 2017 года в Финиксе.
1. "Be Alright"
2. "Everyday"
3. "Bad Decisions"
4. "Let Me Love You"
5. ”Baby Loves” (interlude)
6. "Knew Better / Forever Boy"
7. "One Last Time"
8. "Touch It"
9. ”Leave Me Lonely"
10. ”Female” (interlude)
11. "Side to Side"
12. "Bang Bang"
13. "Greedy"
14. "I Don't Care"
15. "Moonlight"
16. "Love Me Harder"
17. "Break Free"
18. "Sometimes"
19. "Thinking Bout You"
20. "Problem"
21. "Into You"

На бис:
1. "Dangerous Woman"

## Шоу
| Дата              | Город            | Страна               | Место проведения              | Вступительные акты                           | Посещаемость            | Доход            |
| Северная Америка  | Северная Америка | Северная Америка     | Северная Америка              | Северная Америка                             | Северная Америка        | Северная Америка |
| ----------------- | ---------------- | -------------------- | ----------------------------- | -------------------------------------------- | ----------------------- | ---------------- |
| 3 февраля 2017    | Финикс           | США                  | Talking Stick Resort Arena    | Victoria Monét Little Mix                    | 11,489 / 12,739         | $737,148         |
| 4 февраля 2017    | Лас-Вегас        | США                  | MGM Grand Garden Arena        | Victoria Monét Little Mix                    | 9,437 / 10,787          | $845,275         |
| 7 февраля 2017    | Омаха            | США                  | CenturyLink Center Omaha      | Victoria Monét Little Mix                    | 9,672 / 13,444          | $424,500         |
| 9 февраля 2017    | Талса            | США                  | BOK Center                    | Victoria Monét Little Mix                    | 7,343 / 7,995           | $384,832         |
| 14 февраля 2017   | Нашвилл          | США                  | Bridgestone Arena             | Victoria Monét Little Mix                    | 11,472 / 11,472         | $614,544         |
| 17 февраля 2017   | Анкасвилл        | США                  | Mohegan Sun Arena             | Victoria Monét Little Mix                    | 6,301 / 6,301           | $696,265         |
| 19 февраля 2017   | Манчестер        | США                  | SNHU Arena                    | Victoria Monét                               | 7,447 / 8,698           | $491,876         |
| 21 февраля 2017   | Буффало          | США                  | KeyBank Center                | Victoria Monét                               | 8,646 / 13,693          | $577,237         |
| 23 февраля 2017   | Нью-Йорк         | США                  | Madison Square Garden         | Victoria Monét Little Mix                    | 26,635 / 26,635         | $2,923,027       |
| 24 февраля 2017   | Нью-Йорк         | США                  | Madison Square Garden         | Victoria Monét Little Mix                    | 26,635 / 26,635         | $2,923,027       |
| 26 февраля 2017   | Кливленд         | США                  | Quicken Loans Arena           | Victoria Monét Little Mix                    | 8,685 / 14,011          | $569,214         |
| 27 февраля 2017   | Вашингтон        | США                  | Capital One Arena             | Victoria Monét Little Mix                    | 10,073 / 13,578         | $961,756         |
| 1 марта 2017      | Филадельфия      | США                  | Wells Fargo Center            | Victoria Monét Little Mix                    | 11,657 / 14,079         | $909,258         |
| 3 марта 2017      | Бостон           | США                  | TD Garden                     | Victoria Monét Little Mix                    | 12,349 / 12,944         | $1,105,421       |
| 5 марта 2017      | Торонто          | Канада               | Air Canada Centre             | Victoria Monét Little Mix                    | 14,503 / 14,503         | $1,036,610       |
| 6 марта 2017      | Монреаль         | Канада               | Bell Centre                   | Victoria Monét Little Mix                    | 13,287 / 13,287         | $842,563         |
| 9 марта 2017      | Колумбус         | США                  | Nationwide Arena              | Victoria Monét Little Mix                    | 10,069 / 14,414         | $611,976         |
| 11 марта 2017     | Индианаполис     | США                  | Bankers Life Fieldhouse       | Victoria Monét Bia                           | 10,952 / 13,020         | $635,956         |
| 12 марта 2017     | Оберн-Хилс       | США                  | The Palace of Auburn Hills    | Victoria Monét Little Mix                    | 12,043 / 12,437         | $829,626         |
| 14 марта 2017     | Чикаго           | США                  | United Center                 | Victoria Monét Little Mix                    | 12,342 / 13,584         | $989,255         |
| 16 марта 2017     | Сент-Пол         | США                  | Xcel Energy Center            | Victoria Monét Little Mix                    | 8,373 / 14,736          | $549,262         |
| 18 марта 2017     | Канзас-Сити      | США                  | Sprint Center                 | Victoria Monét Little Mix                    | 10,591 / 13,382         | $650,414         |
| 21 марта 2017     | Солт-Лейк-Сити   | США                  | Vivint Smart Home Arena       | Victoria Monét Little Mix                    | 10,291 / 20,840         | $584,595         |
| 23 марта 2017     | Сиэтл            | США                  | KeyArena                      | Victoria Monét Little Mix                    | 11,540 / 11,783         | $802,916         |
| 24 марта 2017     | Ванкувер         | Канада               | Rogers Arena                  | Victoria Monét Little Mix                    | 13,213 / 13,213         | $951,207         |
| 26 марта 2017     | Сакраменто       | США                  | Golden 1 Center               | Victoria Monét Little Mix                    | 12,376 / 12,776         | $908,963         |
| 27 марта 2017     | Сан-Хосе         | США                  | SAP Center                    | Victoria Monét Little Mix                    | 12,113 / 12,642         | $1,092,023       |
| 30 марта 2017     | Анахайм          | США                  | Honda Center                  | Victoria Monét Little Mix                    | 11,547 / 11,547         | $1,042,336       |
| 31 марта 2017     | Инглвуд          | США                  | The Forum                     | Victoria Monét Little Mix                    | 12,054 / 12,874         | $1,047,815       |
| 3 апреля 2017     | Денвер           | США                  | Pepsi Center                  | Victoria Monét Little Mix                    | 10,278 / 13,172         | $676,163         |
| 6 апреля 2017     | Сан-Антонио      | США                  | AT&T Center                   | Victoria Monét Little Mix                    | 11,051 / 12,960         | $720,344         |
| 8 апреля 2017     | Хьюстон          | США                  | Toyota Center                 | Victoria Monét Little Mix                    | 10,324 / 11,548         | $901,670         |
| 9 апреля 2017     | Даллас           | США                  | American Airlines Center      | Victoria Monét Little Mix                    | 12,460 / 13,204         | $957,931         |
| 11 апреля 2017    | Новый Орлеан     | США                  | Smoothie King Center          | Victoria Monét Little Mix                    | 7,574 / 12,580          | $507,455         |
| 12 апреля 2017    | Атланта          | США                  | Phillips Arena                | Victoria Monét Little Mix                    | 10,987 / 11,285         | $780,827         |
| 14 апреля 2017    | Майами           | США                  | American Airlines Arena       | Victoria Monét Little Mix                    | 12,019 / 12,673         | $964,439         |
| 15 апреля 2017    | Орландо          | США                  | Amway Center                  | Victoria Monét Little Mix                    | 12,226 / 12,574         | $946,615         |
| Европа            |                  |                      |                               |                                              |                         |                  |
| 8 мая 2017        | Стокгольм        | Швеция               | Friends Arena                 | Victoria Monét Bia                           | 14,106 / 14,106         | $995,461         |
| 10 мая 2017       | Осло             | Норвегия             | Telenor Arena                 | Victoria Monét Bia                           | 12,129 / 12,412         | $752,062         |
| 12 мая 2017       | Хернинг          | Дания                | Jyske Bank Boxen              | Victoria Monét Bia                           | 9,111 / 14,578          | $655,222         |
| 14 мая 2017       | Амстердам        | Нидерланды           | Ziggo Dome                    | Victoria Monét Bia                           | 31,801 / 31,815         | $1,638,610       |
| 16 мая 2017       | Амстердам        | Нидерланды           | Ziggo Dome                    | Victoria Monét Bia                           | 31,801 / 31,815         | $1,638,610       |
| 18 мая 2017       | Бирмингем        | Англия               | Genting Arena                 | Victoria Monét Bia                           | 11,554 / 12,036         | $738,618         |
| 20 мая 2017       | Дублин           | Ирландия             | 3Arena                        | Victoria Monét Bia                           | 12,595 / 12,804         | $792,166         |
| 22 мая 2017       | Манчестер        | Англия               | Manchester Arena              | Victoria Monét Bia                           | 14,158 / 14,218         | $883,825         |
| 4 июня 2017       | Манчестер        | Англия               | Emirates Old Trafford         | н/д                                          | н/д                     | н/д              |
| 7 июня 2017       | Париж            | Франция              | AccorHotels Arena             | KnowleDJ Victoria Monét                      | 15,121 / 15,442         | $1,020,450       |
| 9 июня 2017       | Лион             | Франция              | Halle Tony Garnier            | KnowleDJ Victoria Monét                      | 9,551 / 9,833           | $518,788         |
| 11 июня 2017      | Лиссабон         | Португалия           | MEO Arena                     | KnowleDJ Victoria Monét                      | 13,573 / 16,239         | $755,290         |
| 13 июня 2017      | Барселона        | Испания              | Palau Sant Jordi              | KnowleDJ Victoria Monét                      | 11,483 / 16,273         | $917,766         |
| 15 июня 2017      | Рим              | Италия               | PalaLottomatica               | KnowleDJ Victoria Monét                      | 7,287 / 7,558           | $362,100         |
| 17 июня 2017      | Турин            | Италия               | Pala Alpitour                 | KnowleDJ Victoria Monét                      | 11,211 / 11,249         | $740,175         |
| Латинская Америка |                  |                      |                               |                                              |                         |                  |
| 29 июня 2017      | Рио-де-Жанейро   | Бразилия             | Jeunesse Arena                | DJ Ronaldinho Sabrina Carpenter              | 10,337 / 12,370         | $731,303         |
| 1 июля 2017       | Сан-Паулу        | Бразилия             | Allianz Parque                | DJ Ronaldinho Sabrina Carpenter              | 24,717 / 27,300         | $1,605,750       |
| 3 июля 2017       | Сантьяго         | Чили                 | Movistar Arena                | Victoria Monét                               | 9,100 / 9,442           | $994,977         |
| 5 июля 2017       | Буэнос-Айрес     | Аргентина            | DirecTV Arena                 | Victoria Monét Oriana Sabatini               | 8,623 / 8,727           | $764,260         |
| 9 июля 2017       | Алахуэла         | Коста-Рика           | Parque Viva                   | Échele Miel Fátima Pinto Victoria Monét CNCO | 11,141 / 11,141         | $776,744         |
| 12 июля 2017      | Мехико           | Мексика              | Palacio de los Deportes       | Victoria Monét                               | 36,284 / 40,278         | $2,078,842       |
| 13 июля 2017      | Мехико           | Мексика              | Palacio de los Deportes       | Victoria Monét                               | 36,284 / 40,278         | $2,078,842       |
| Азия              |                  |                      |                               |                                              |                         |                  |
| 10 августа 2017   | Тиба             | Япония               | Makuhari Messe                | Beverly                                      | 52,035 / 59,817         | $6,525,600       |
| 12 августа 2017   | Тиба             | Япония               | Makuhari Messe                | Little Glee Monster                          | 52,035 / 59,817         | $6,525,600       |
| 13 августа 2017   | Тиба             | Япония               | Makuhari Messe                | Little Glee Monster                          | 52,035 / 59,817         | $6,525,600       |
| 15 августа 2017   | Сеул             | Республика Корея     | Gocheok Sky Dome              | н/д                                          | 19,422 / 20,008         | $1,876,580       |
| 17 августа 2017   | Бангкок          | Таиланд              | IMPACT Arena                  | н/д                                          | 9,308 / 9,694           | $1,283,740       |
| 21 августа 2017   | Пасай            | Филиппины            | Mall of Asia Arena            | н/д                                          | 9,607 / 10,400          | $1,199,770       |
| 26 августа 2017   | Пекин            | Китай                | LeSports Center               | н/д                                          | 7,997 / 8,023           | $1,099,220       |
| 28 августа 2017   | Шанхай           | Китай                | Mercedes-Benz Arena           | н/д                                          | 11,225 / 11,225         | $1,391,210       |
| 30 августа 2017   | Гуанчжоу         | Китай                | Guangzhou Sports Arena        | н/д                                          | 10,287 / 10,792         | $1,247,490       |
| Океания           |                  |                      |                               |                                              |                         |                  |
| 2 сентября 2017   | Окленд           | Новая Зеландия       | Spark Arena                   | н/д                                          | 10,606 / 11,593         | $954,738         |
| 4 сентября 2017   | Мельбурн         | Австралия            | Rod Laver Arena               | н/д                                          | 23,809 / 24,694         | $2,420,480       |
| 5 сентября 2017   | Мельбурн         | Австралия            | Rod Laver Arena               | н/д                                          | 23,809 / 24,694         | $2,420,480       |
| 8 сентября 2017   | Сидней           | Австралия            | ICC Sydney Theatre            | н/д                                          | 16,505 / 16,580         | $1,625,830       |
| 9 сентября 2017   | Сидней           | Австралия            | ICC Sydney Theatre            | н/д                                          | 16,505 / 16,580         | $1,625,830       |
| 12 сентября 2017  | Брисбен          | Австралия            | Brisbane Entertainment Centre | н/д                                          | 10,604 / 10,604         | $1,038,680       |
| Азия              |                  |                      |                               |                                              |                         |                  |
| 16 сентября 2017  | Сингапур         | Сингапур             | Marina Bay Street Circuit     | н/д                                          | н/д                     | н/д              |
| 19 сентября 2017  | Тайбэй           | Китайская Республика | Taipei Arena                  | н/д                                          | 11,570 / 12,673         | $1,375,330       |
| 21 сентября 2017  | Гонконг          | Гонконг              | AsiaWorld–Arena               | н/д                                          | 7,740 / 8,796           | $1,006,410       |
| Всего             | Всего            | Всего                | Всего                         | Всего                                        | 878,016 / 984,130 (89%) | $71,038,801      |

### Отменённые концерты
| Дата            | Город              | Страна    | Место проведения   | Причина отмены          |
| --------------- | ------------------ | --------- | ------------------ | ----------------------- |
| 25 мая 2017     | Лондон             | Англия    | The O2 Arena       | Теракт в Манчестере     |
| 26 мая 2017     | Лондон             | Англия    | The O2 Arena       | Теракт в Манчестере     |
| 28 мая 2017     | Антверпен          | Бельгия   | Sportpaleis        | Теракт в Манчестере     |
| 31 мая 2017     | Лодзь              | Польша    | Atlas Arena        | Теракт в Манчестере     |
| 1 июня 2017     | Лодзь              | Польша    | Atlas Arena        | Теракт в Манчестере     |
| 3 июня 2017     | Франкфурт-на-Майне | Германия  | Festhalle          | Теракт в Манчестере     |
| 5 июня 2017     | Цюрих              | Швейцария | Hallenstadion      | Теракт в Манчестере     |
| 14 июня 2017    | Гвадалахара        | Мексика   | Arena VFG          | Организационные причины |
| 18 июля 2017    | Монтеррей          | Мексика   | Arena Monterrey    | н/д                     |
| 19 июля 2017    | Монтеррей          | Мексика   | Arena Monterrey    | н/д                     |
| 23 августа 2017 | Хошимин            | Вьетнам   | Quân khu 7 Stadium | Проблемы со здоровьем   |

## Комментарии
1. ↑  Из-за выступления на церемонии вручения премии Kids’ Choice Awards 2017[англ.] группа Little Mix не смогла выступить на концерте 11 марта. Заменой ей стала Bia[26].
2. ↑  Концерт One Love Manchester, прошедший 4 июня 2017 был благотворительным с целью сбора средств для пострадавших и родственников жертв теракта 22 мая[21].
3. ↑  Концерт 16 сентября 2017 года в Сингапуре был частью Гран-При Сингапура формулы 1[36].